# Punktweise Konvergenz
Die punktweise Konvergenz ist in der Analysis ein Konvergenzbegriff für Funktionenfolgen.
Eine Funktionenfolge {\displaystyle (f_{n})_{n\in \mathbb {N} }} konvergiert punktweise gegen eine Funktion {\displaystyle f,} wenn für alle Stellen ("Punkte") {\displaystyle x} aus dem gemeinsamen Definitionsbereich die Folge {\displaystyle (f_{n}(x))_{n\in \mathbb {N} }} gegen {\displaystyle f(x)} konvergiert.

## Definition
Gegeben sei eine Funktionenfolge {\displaystyle f_{n}\colon D\to \mathbb {R} }, {\displaystyle n\in \mathbb {N} }. Die Funktionenfolge heißt punktweise konvergent gegen eine Funktion {\displaystyle f\colon D\to \mathbb {R} }, wenn für alle {\displaystyle x\in D} gilt
{\displaystyle \lim _{n\rightarrow \infty }f_{n}(x)=f(x)}.
Man schreibt dann
{\displaystyle \lim _{n\to \infty }f_{n}=f{\text{ punktweise}}}
oder
{\displaystyle f_{n}{\xrightarrow {\text{pktw.}}}f\ (n\to \infty )}.
Formal konvergiert {\displaystyle f_{n}} also genau dann punktweise gegen {\displaystyle f}, wenn 
{\displaystyle \forall x\in D\ \forall \varepsilon >0\ \exists N\in \mathbb {N} \ \forall n\geq N\colon \left|f_{n}(x)-f(x)\right|<\varepsilon },
das heißt, es muss für jedes {\displaystyle x} und für jedes {\displaystyle \varepsilon >0} eine natürliche Zahl {\displaystyle N} geben, so dass für alle {\displaystyle n\geq N} gilt: {\displaystyle \left|f_{n}(x)-f(x)\right|<\varepsilon }.

## Beispiel
Zum Beispiel konvergiert die Folge {\displaystyle f_{n}} mit
{\displaystyle f_{n}\colon x\mapsto x^{n}}
im Intervall {\displaystyle [0,1]} punktweise gegen die Funktion {\displaystyle f\colon [0,1]\to \mathbb {R} } mit
{\displaystyle f(x)={\begin{cases}0,&0\leq x<1,\\1,&x=1\end{cases}}}
denn offenbar gilt
{\displaystyle \lim _{n\to \infty }x^{n}=0\ \mathrm {f{\ddot {u}}r\ alle} \ x\in [0,1){\text{ und }}\lim _{n\to \infty }1^{n}=1.}

## Abgrenzung
Es ist allerdings zu beachten, dass punktweise Konvergenz nicht gleichbedeutend mit gleichmäßiger Konvergenz ist, da z. B. das oben genannte Beispiel zwar punktweise, keineswegs aber gleichmäßig konvergiert (so ist jedes Glied der Folge überall stetig differenzierbar, die Grenzfunktion allerdings nicht einmal stetig):
Gleichmäßige Konvergenz ist eine wesentlich stärkere Aussage.
Eine Abschwächung der punktweisen Konvergenz ist die punktweise Konvergenz μ-fast überall.
Für punktweise Konvergenz müssen die Werte der Funktionen {\displaystyle f_{n}} nicht unbedingt reelle Zahlen sein, sie können Elemente irgendeines topologischen Raumes sein.